# Uvaria farquharii
Uvaria farquharii este o specie de plante angiosperme din genul Uvaria, familia Annonaceae, descrisă de John Hutchinson și John McEwan Dalziel. Conform Catalogue of Life specia Uvaria farquharii nu are subspecii cunoscute.